# Idioma mbara-yanga
Mbara (también conocido como Midjamba, Mitjamba, Ambara, Balgalu, o Bargal), y Yanga (también conocido como Jangaa, Janggal, Janga, Yangaa, Purkaburra) son dos lenguas aborígenes australianas mutuamente inteligibles pero separadas de Queensland, ambas ahora extintas. Glottolog asigna un código a un nivel de grupo como Mbara-Yanga (mbar1254). Yanga no debe confundirse con el idioma yangga, un dialecto de Biri.
Los pueblos Mbara y Yanga eran tradicionalmente vecinos, junto con los pueblos Gugu-Badhun, Yirandali, Wunumara y Ngawun. La expansión de la ganadería y la fiebre del oro australiana en la segunda mitad del siglo XIX afectó el hábitat de estos grupos.
Según AUSTLANG, Yanga puede ser lo mismo que el idioma nyangga y el idioma ganggalida.